# Hokuto (Jamanaši)
Hokuto (japonsky:北杜市 Hokuto-ši) je japonské město v prefektuře Jamanaši na ostrově Honšú. Žij ze téměř 48 tisíc obyvatel. Ve městě působí 9 středních a 2 vysoké školy.

## Partnerská města
- Le Mars, Iowa, Spojené státy americké (3. červenec 1993)

- Madison County, Kentucky, Spojené státy americké (12. květen 1990)
- Manciano, Itálie
- Pchočchon, Jižní Korea (21. březen 2003)